# Limnonectes parvus
Limnonectes parvus är en groddjursart som först beskrevs av Taylor 1920.  Limnonectes parvus ingår i släktet Limnonectes och familjen Dicroglossidae. Inga underarter finns listade i Catalogue of Life.
Arten förekommer med flera från varandra skilda populationer på öarna Mindanao och Basilian i södra Filippinerna. Den lever vid mindre långsamt flytande vattendrag i skogar i låglandet samt i bergstrakternas låga delar. Detta groddjur hittas även i träskmarker. Limnonectes parvus behöver antagligen ett skyddande växtskikt vid vattendragen för att föröka sig. Uppskattningsvis behöver växtskiktet inte vara ursprungligt. Honor lägger ett fåtal stora ägg per tillfälle. Larverna genomgår som hos de flesta groddjur en metamorfos.
Många skogar i regionen avverkades för att ge plats och jordbruk, trädodling och gruvdrift. Beståndet påverkas dessutom negativt av vattenföroreningar. Populationen minskar men den antas fortfarande vara stor. IUCN kategoriserar arten globalt som livskraftig.